# Vítor Viana
Vítor Viana (* 23. Dezember 1881 in Rio de Janeiro; † 21. August 1937 in Rio de Janeiro) war ein brasilianischer Jurist, Journalist und Historiker.

## Leben
Vítor Viana war der Sohn von Ernesto da Cunha de Araújo, Professor an der Escola Nacional de Belas Artes, und Teresa de Figueiredo Araújo Viana.
Nach dem Studium der Geistes- und Rechtswissenschaften, widmete er sich dem Journalismus. Thematische Schwerpunkte bildeten die nationalen verfassungsrechtlichen Probleme. Er entwickelte sich zu einem bedeutenden Schriftsteller für Wirtschaft und Finanzen und schrieb zunächst für O Século, wechselte dann zu O Paiz, zuletzt zum Jornal do Commercio, bei der er zum Chefredakteur und Direktor aufstieg. Er galt als einer der bestinformierten Kommentatoren des Ersten Weltkrieges. Literaturkritiken veröffentlichte er in Livros Novos und als Redakteur der Notas Pedagógicas.
Er wirkte als Bibliothekar an der Escola Nacional de Belas Artes in Rio, war Hochschullehrer an der Escola de Altos Estudos und Professor für Industriegeografie und Industriegeschichte an der Escola Normal de Artes e Ofícios Venceslau Brás. 1922 veröffentlichte er die Geschichte der wirtschaftlichen Entwicklung Brasiliens. Von 1926 bis 1929 war er Redakteur des Boletim do Ministério das Relações Exteriores.
Viana war Mitglied im Außenhandelsrat, der Geografischen Gesellschaft in Rio de Janeiro und nach Vorschlag von Amaro Cavalcanti auf Grund seiner Schriften über den Krieg und den Völkerbund in der Sociedade Brasileira de Direito Internacional, der brasilianischen Gesellschaft für Völkerrecht.

## Ehrungen
Academia Brasileira de Letras
Vítor Viana wurde am 11. April 1935 Mitglied der Academia Brasileira de Letras, der brasilianischen Akademie der Literatur in Rio de Janeiro, und der dritte Inhaber des Sitzes Nr. 12 in Nachfolge von Antônio Augusto de Lima.

## Werke
- Falsos troféus de Ituzaingó. 1920.
- Histórico da formação econômica do Brasil. 1922.
- A contecimentos de julho de 1924. 1925.
- A borracha, estudo econômico e estatístico. 1927.
- O Brasil e a Sociedade das Nações. 1927.
- As eleições presidenciais nos Estados Unidos. 1928.
- A política financeira do presidente Washington Luís. 1928.
- O Banco do Brasil, como Banco Central de emissão e redesconto. 1929.
- Per aspera ad astra. 1930
- O cardinalato. 1930.
- Uma constituição do seculo XX; o código de Weimar e a moderna Allemanha. Tip. do Jornal do Commercio, Rio de Janeiro 1931.
- A constituição austriaca, a racionalisação do poder e a representação de classes. Tip. do Jornal do Commercial, Rio de Janeiro 1933.
- Discursos: Rumos da diplomacia. 1937.
- Cidade penitenciária. 1937.
- Fronteiras do Brasil no regime colonial, tese n. 17, apresentada ao Congresso de História Nacional comemorativo do centenário do Instituto Histórico e Geográfico Brasileiro. 1939.
- Santo Antônio de Lisboa, Militar no Brasil. 1942.
- Fontes da história da Igreja Católica no Brasil. 1954.